# Copenhagen Jazzhouse
Le Copenhagen Jazzhouse est un club de jazz qui a ouvert ses portes en 1991 dans le centre-ville historique de Copenhague au Danemark. Aujourd'hui, il est simplement dénommé le Jazzhouse.

## Histoire
Le Copenhagen Jazzhouse a ouvert en 1991 sous le nom de Copenhague Jazz House. Le club de jazz compte actuellement deux scènes différentes. La scène principale située au sous-sol, tandis que la petite scène Herlof (nommée en mémoire de Herluf Kamp Larsen, qui a ouvert le club historique du Jazzhus Montmartre lors de la Saint-Sylvestre 1961) se trouve au rez-de-chaussée.
Le Copenhagen Jazzhouse se veut dans la continuité de son ancêtre. Les raisons principales pour ouvrir un nouveau club de jazz étaient à la fois offrir au public une salle plus vaste que celle du Jazzhus Montmartre, avec 300 places assises, une scène et des tables pour consommer tout en écoutant les musiciens de jazz et proposer une seconde salle comme discothèque.
L'ouverture du Copenhagen Jazzhouse sonna le glas momentanément du Jazzhus Montmartre dont la fréquentation commençait déjà à baisser bien avant l'ouverture du nouveau club de jazz. Par la suite, et après bien des difficultés, le Jazzhus Montmartre rouvrit ses portes et les deux clubs coexistent dorénavant dans la capitale danoise. Le Copenhagen Jazzhouse propose environ deux cents concerts par an sur les styles Jazz, jazz contemporain, jazz et poésie, et Avantgarde. Les musiciens de jazz participent également au Copenhagen Jazz Festival.
En août 2011, le Jazzhouse a fermé en raison des trombes d'eau tombées sur Copenhague qui ont inondé les salles du Jazzhouse. D'importants travaux durent être engagés pour réparer et rénover le club de jazz qui ne put rouvrir ses portes que 10 mois plus tard, le 1er juin 2012. Les concerts reprirent avec des vedettes américaines telles que John Scofield, Joe Lovano, John Patitucci, Bill Frisell, Dave Douglas, Stacey Kent, Jeff Ballard ou suédoise Neneh Cherry.